# Successionsordningen för USA:s president

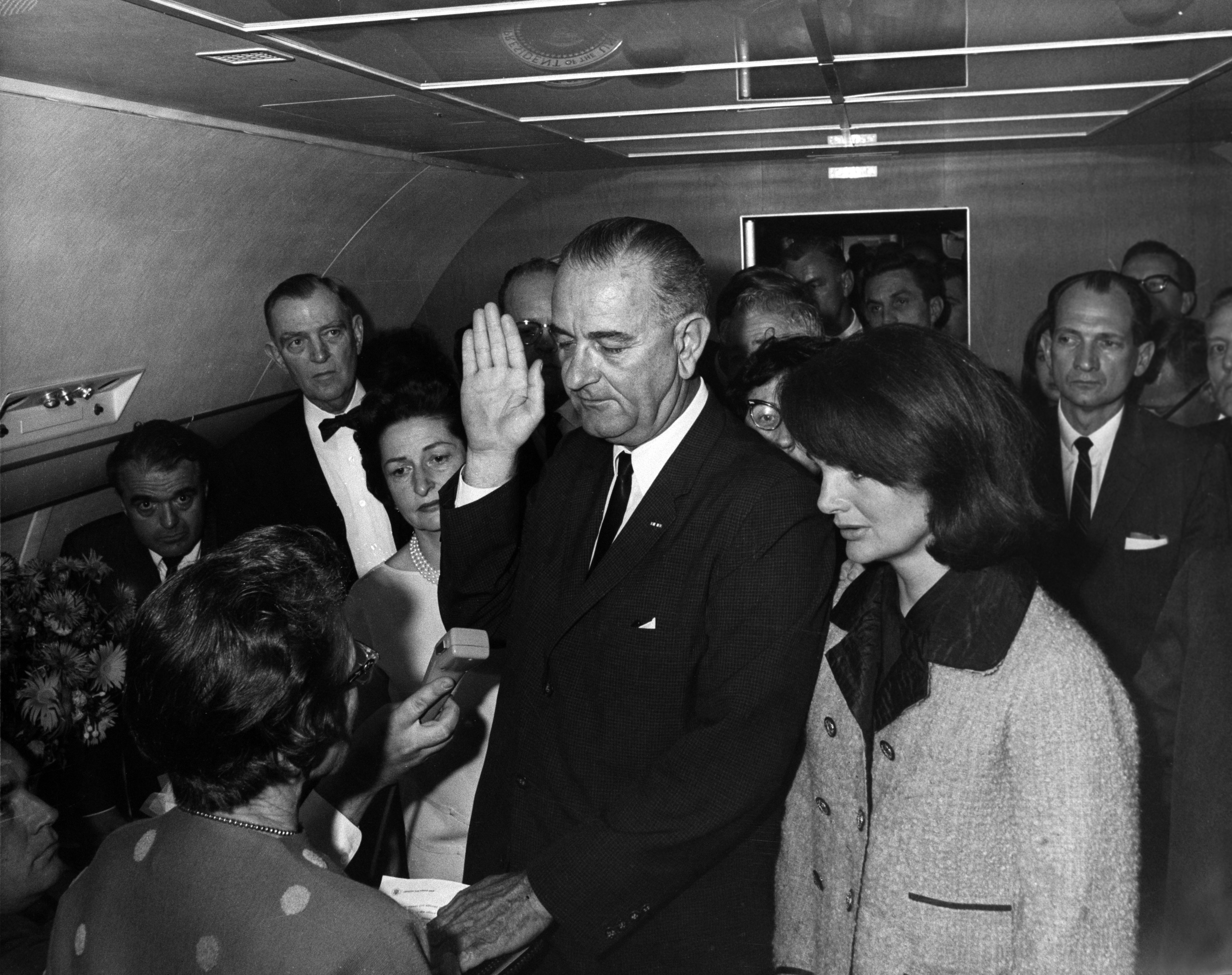
Federala domaren Sarah T. Hughes förestavar presidenteden för vicepresident Lyndon B. Johnson ombord på Air Force One efter mordet på John F. Kennedy den 22 november 1963.

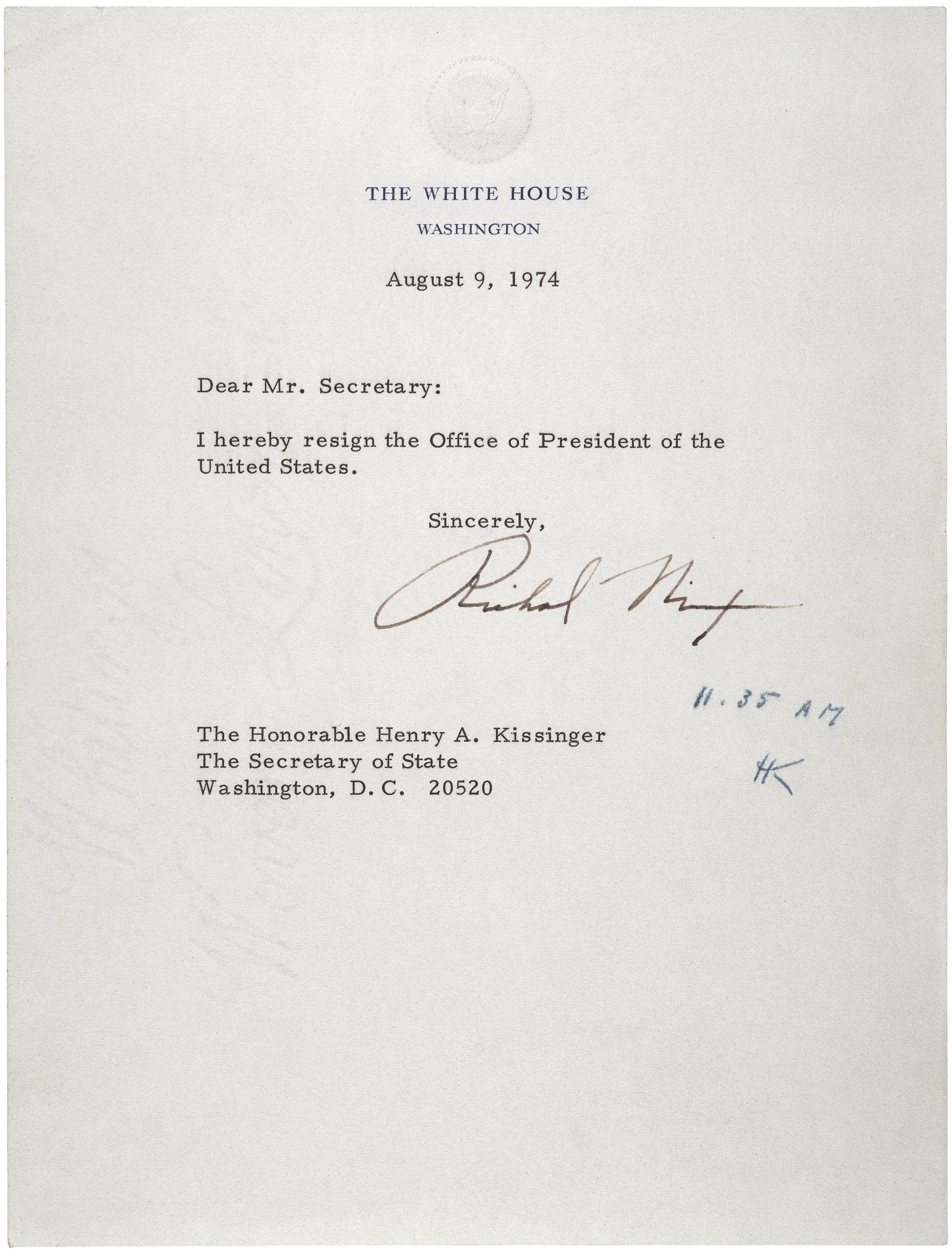
Richard Nixons avskedsbegäran som USA:s president. Ställd till USA:s utrikesminister såsom föreskrivs i lag.

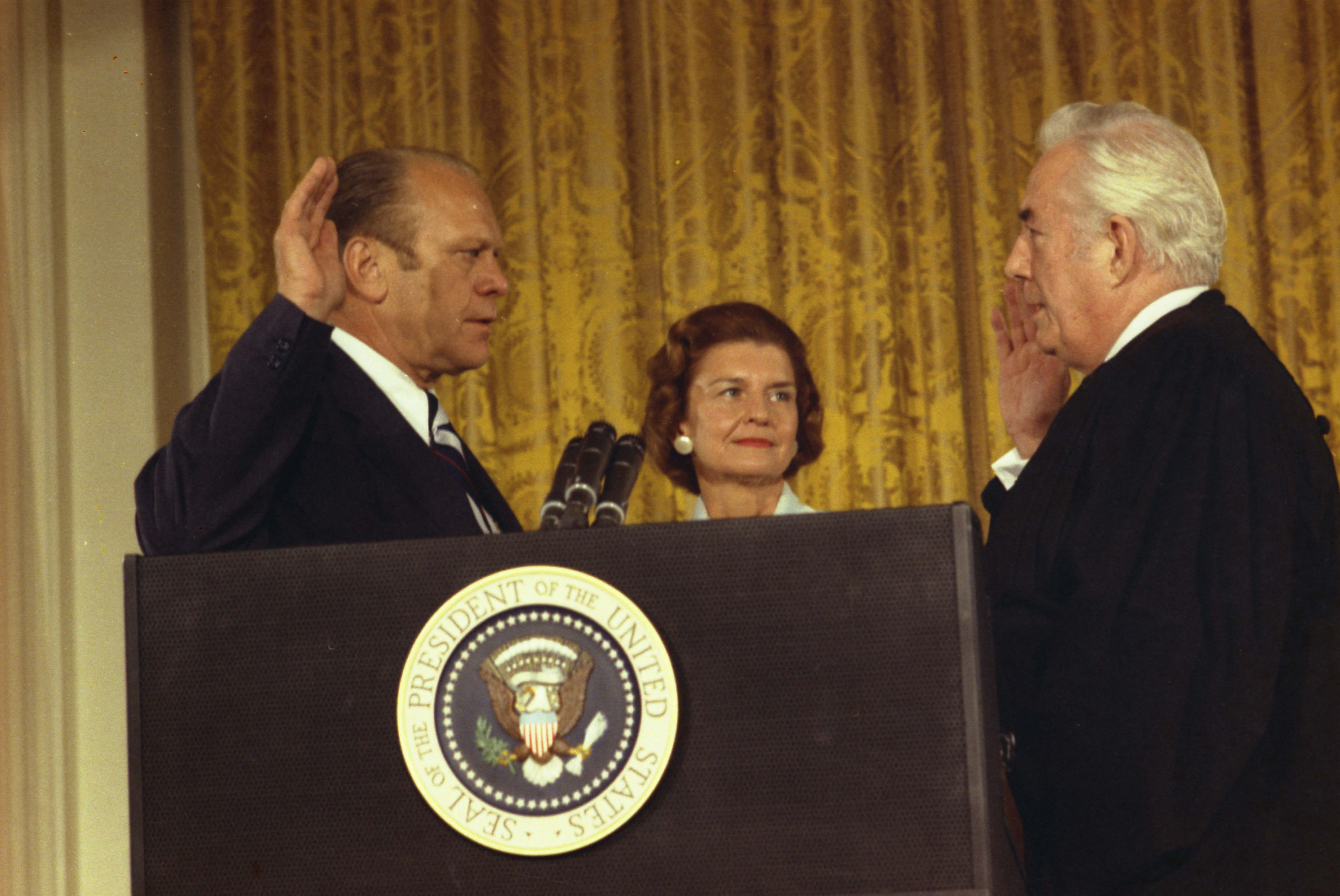
Chefsdomaren i USA:s högsta domstol Warren Burger förestavar presidenteden för vicepresident Gerald Ford i Vita huset efter Richard Nixons avgång den 9 augusti 1974.

Successionsordningen för USA:s president definierar vem som blir, eller tillfälligt får agera som USA:s president i händelse av att sittande eller vald president avlider, avgår, ej är tillgänglig eller på annat sätt fråntas sitt ämbete, exempelvis efter att ha dömts skyldig i riksrätt. 

## Behörighet
Liksom för att bli vald till USA:s president krävs det att individen är en naturligt född amerikan. Är någon i successionsordningen enbart naturaliserad medborgare är denne obehörig och uppdraget går vidare till nästa. Henry Kissinger och Madeleine Albright, som båda har varit USA:s utrikesministrar, är de utlandsfödda som har kommit högst upp men därför varit exkluderade från successionsordningen.
Nio vicepresidenter har, i enlighet med successionsordningen, antagit presidentämbetet på grund av ovanstående situationer, och två har tillfälligt agerat president. Ingen lägre ned i ordningen har tilldelats presidentskapet.
Gällande definition av successionsordningen infördes 1947 och är fastställd i lag, men flera justeringar har skett sedan dess. 1971 förlorade generalpostmästaren kabinettsrang, och ströks således från listan, och 2006 lades inrikessäkerhetsministern till efter veteranministern.

## Nuvarande ordning
| Nr | Befattning                              | Nuvarande innehavare  |
| -- | --------------------------------------- | --------------------- |
| 1  | Vicepresident (president i USA:s senat) | J.D. Vance            |
| 2  | Talmannen i USA:s representanthus       | Mike Johnson          |
| 3  | President pro tempore i USA:s senat     | Chuck Grassley        |
| 4  | Utrikesminister                         | Marco Rubio           |
| 5  | Finansminister                          | Scott Bessent         |
| 6  | Försvarsminister                        | Pete Hegseth          |
| 7  | Justitieminister                        | Pam Bondi             |
| 8  | Inrikesminister                         | Doug Burgum           |
| 9  | Jordbruksminister                       | Brooke Rollins        |
| 10 | Handelsminister                         | Howard Lutnick        |
| 11 | Arbetsminister                          | Lori Chavez-DeRemer   |
| 12 | Hälsominister                           | Robert F. Kennedy Jr. |
| 13 | Bostadsminister                         | Scott Turner          |
| 14 | Transportminister                       | Sean Duffy            |
| 15 | Energiminister                          | Chris Wright          |
| 16 | Utbildningsminister                     | Linda McMahon         |
| 17 | Veteranminister                         | Doug Collins          |
| 18 | Inrikessäkerhetsminister                | Kristi Noem           |